# Cucujoidea
Cucujoidea Latreille, 1802, è una superfamiglia dell'ordine dei Coleoptera (sottordine Polyphaga, infraordine Cucujiformia).
Il raggruppamento è eterogeneo. In generale si tratta di coleotteri di piccole dimensioni, con regime dietetico vario: sono frequenti le specie micetofaghe, ma quelle più interessanti sotto l'aspetto applicativo sono quelle entomofaghe e quelle fitofaghe. Fra queste ultime compaiono sia insetti dannosi alle colture, sia insetti dannosi alle derrate alimentari.

## Sistematica
La superfamiglia Cucujoidea comprende le seguenti famiglie:
- †Parandrexidae Kirejtshuk, 1994
- †Sinisilvanidae Hong, 2002
- Boganiidae Sen Gupta and Crowson, 1966
- Byturidae Gistel, 1848
- Helotidae Chapuis, 1876
- Protocucujidae Crowson, 1954
- Sphindidae Jacquelin du Val, 1860
- Biphyllidae LeConte, 1861
- Erotylidae Latreille, 1802
- Monotomidae Laporte, 1840
- Hobartiidae Sen Gupta and Crowson, 1966
- Cryptophagidae Kirby, 1826
- Agapythidae Sen Gupta and Crowson, 1969
- Priasilphidae Crowson, 1973
- Phloeostichidae Reitter, 1911
- Silvanidae Kirby, 1837
- Cucujidae Latreille, 1802
- Myraboliidae Lawrence and Britton, 1991
- Cavognathidae Sen Gupta and Crowson, 1966
- Lamingtoniidae Sen Gupta and Crowson, 1969
- Passandridae Blanchard, 1845
- Phalacridae Leach, 1815
- Propalticidae Crowson, 1952
- Laemophloeidae Ganglbauer, 1899
- Tasmosalpingidae Lawrence and Britton, 1991
- Cyclaxyridae Gimmel, Leschen and Ślipiński, 2009
- Kateretidae Kirby, 1837
- Nitidulidae Latreille, 1802
- Smicripidae Horn, 1880
- Bothrideridae Erichson, 1845
- Cerylonidae Billberg, 1820
- Alexiidae Imhoff, 1856
- Discolomatidae Horn, 1878
- Endomychidae Leach, 1815
- Coccinellidae Latreille, 1807
- Corylophidae LeConte, 1852
- Akalyptoischiidae Lord, Hartley, Lawrence, McHugh and Miller, 2010
- Latridiidae Erichson, 1842